# 長崎龍舟競渡
長崎龍舟競渡是日本長崎市長崎港每年夏季舉行的龍舟競渡，自江戶時代初期開始，至今已有超過三百五十年歷史，是日本除沖繩縣外第一個出現的龍舟競渡，也是全日本最著名的龍舟競渡之一。是近代漢語「白龍」的音譯。

## 歷史

### 民俗沿革
長崎賽龍舟的習俗是由中國傳入，1655年（日本明曆元年，中國南明永曆九年、清朝順治十一年），因受暴風雨吹襲，數艘來自中國福建、於前一年冬季停泊在長崎港的船被強風吹翻，導致多人墮海溺死。生還的中國船員滯留於長崎，他們認為是海神發怒，於是賽龍舟來祭海神，從此長崎就有了端午節賽龍舟的習俗，此後在周邊地區普及，也成為祈求農業豐收和各地生業繁榮，以及求雨、祭水的龍神信仰儀式之一。
從前，每逢農曆五月端午節期間的龍舟競渡氣氛非常熱烈，但亦引起各種爭執，長崎奉行所曾多次頒佈禁止令，無論是在長崎港內或港外都禁止競舟賽，但收效不大，賽龍舟活動一直持續。直至寬政十二年（1800年）的端午節，港外本五島町和深堀村龍舟隊在賽事進行期間發生衝突，導致有人命傷亡，長崎奉行就在翌年再次頒佈禁止令，在長崎港的龍舟競渡亦因此衰落。但龍舟競渡並沒有完全停止，而是把舉行地點移到周邊海灣，把它稱為祈求漁獲豐收的龍神祭、「足あらい」繼續進行，令這項傳統民俗活動得以維持。到了明治時代到現在，在縣內的龍舟競渡賽事數量減少了一半，雖然如此，長崎由1998年至現在仍然有54個地點舉行龍舟競渡，多在每年6月至8月舉行。

### 成為正式體育比賽
龍舟競渡成為正式體育比賽是1977年的長崎龍舟錦標賽（長崎ペーロン選手権大会），由當時開始，龍舟的長度、大小、人數等都開始統一，比賽用標準龍舟長約13.6米，人數統一為30人，槳手最多26名，另加太鼓手、銅鑼手、舵手、采振手等，船頭和船尾的槳手所持之槳較中間為長。龍舟呈弓形，因此不同部份與水面的距離亦有差異。1977年時賽道長1900米，到1998年縮短為1200米，2001年時再縮短為1200米，近幾年直至2008年又再縮短至1150米，此項錦標賽在每年7月尾或8月初的星期六、日於長崎港舉行，由各地的選拔隊伍爭奪冠軍，不但有傳統的地區代表隊參賽，參賽隊伍還有學校、企業等。近年，長崎的龍舟隊常與中國、兵庫縣相生市等地進行親善交流。比賽時，各隊都會有應援團都是揮舞大漁旗、應援團旗以及用聲音去為他們所支持的隊伍打氣。亦有免費觀光船讓觀眾近距離欣賞戰況。

## 龍舟
長崎龍舟競渡所用的龍舟無論是外形還是大小，多年來都有所變化。江戶時代至大正年間所用的龍舟是大約20米到45米的大型龍舟，每艘可載60至70多人，也沒有嚴格限制人數，龍舟多以杉木製成，有各種不同的裝飾，各家的造船法也有不同，考慮到波浪上的平衡和曲回合適性，造龍舟的工匠會各師各法，他們都把這方面的技藝視為秘技，槳也很長。1935年時開始重視速度和轉彎性能，製作方式和形狀因而有所改變，到1960年時候開始，速度進一步受到重視了，船型就固定下來直至今天。
長崎自1977年起舉辦長崎龍舟錦標賽，由於比賽不是在外海而是在風平浪靜的長崎港進行，於是在船型與划法兩方面都由重視平衡轉為重視速度。其後賽龍舟的距離縮短，就更重視速度了。現在長崎龍舟的船頭並沒有真正的龍頭，而是塗上黑色和紅色，紅色部份代表用作辟邪的鏡。龍舟上有旗幟，旗幟上的紅色橫條用作表示排位次序，例如一橫代表在第一線，二橫代表在第二線，餘此類推。有太鼓和銅鑼各一，用於比賽時控制節奏和使士氣高昂。船的長度和大小也有轉變，現時比賽用的龍舟是船身在14公尺以下的專用龍舟。除槳手外另加太鼓手、銅鑼手、舵手、采振手等，外板並無規定設計，可根據隊伍的喜好設計個別的模樣。

## 外部連結
- （中文）三百年前中国传入　日长崎市白龙舟大赛 （页面存档备份，存于）
- （日語）長崎、境港の大会へペーロンチーム爆漕中 （页面存档备份，存于）
- （日語）長崎ペーロン大会